# Kanton Matoury
Kanton Matoury (francouzsky Canton de Matoury) byl francouzský kanton v departementu Francouzská Guyana v regionu Francouzská Guyana. Tvořila ho pouze obec Matoury. Zrušen byl po reformě kantonů 2014.